# Bigbang Vol.1
BIGBANG Vol.1 – debiutancki album studyjny południowokoreańskiej grupy Big Bang, wydany 22 grudnia 2006 roku przez YG Entertainment. Wiele z utworów z albumu zostało napisanych i skomponowanych przez członków zespołu, głównie przez G-Dragona. Album był promowany przez trzy single: BIGBANG, BIGBANG is V.I.P oraz BIGBANG 03. Album sprzedał się w liczbie 110 408 egzemplarzy (stan na październik 2007 rok).

## Lista utworów
| Nr  | Tytuł                                                                        | Słowa                  | Kompozycja | Aranżacja | Czas |
| --- | ---------------------------------------------------------------------------- | ---------------------- | --- | --- | ---- |
| 1.  | „Intro (Big Bang)”                                                           | G-Dragon               | Perry | Perry | 0:26 |
| 2.  | „She Can't Get Enough”                                                       | Kim Ina, G-Dragon      | Carlos Adaamick Mendoza, Robbi Nevil, Bradley Spalter, Michael Norfleet, Jean Rodriguez, Wesly Rodriguez, Phillip White | Carlos Adaamick Mendoza, Robbi Nevil, Bradley Spalter, Michael Norfleet, Jean Rodriguez, Wesly Rodriguez, Phillip White | 3:29 |
| 3.  | „Dirty Cash”                                                                 | 072, G-Dragon          | Andy Love, Jos Jorgensen                                                                                                | Andy Love, Jos Jorgensen                                                                                                | 3:14 |
| 4.  | „Da-eumnal (Next Day)” (kor. 다음날(Next Day)) – SEUNGRI solo                | Sim Jae-hee            | Derek Bramble | Derek Bramble | 4:03 |
| 5.  | „Big Boy” – TOP solo feat. Lee Ji-eun                                        | T.O.P                  | T.O.P, Brave Brothers                                                                                                   | Brave Brothers | 3:18 |
| 6.  | „Heundeul-eo (Shake It)” (kor. 흔들어(Shake It)) (feat. Lee Ji-eun)          | G-Dragon               | G-Dragon, Brave Brothers                                                                                                | Brave Brothers | 3:46 |
| 7.  | „Nunmulppun-in babo (A Fool Of Tears)” (kor. 눈물뿐인 바보(A Fool Of Tears)) | G-Dragon, An Young-min | Jeon Seung-woo | Jeon Seung-woo | 4:03 |
| 8.  | „My Girl” – TAEYANG solo                                                     | G-Dragon               | Israel Dwaine Cruz | Israel Dwaine Cruz | 3:52 |
| 9.  | „La-La-La”                                                                   | Big Bang               | Perry | Perry | 3:00 |
| 10. | „This Love” – GD solo                                                        | G-Dragon               | G-Dragon, James Valentine, Adam Levine, Ryan Dusick, Mickey Madden, Jesse Carmichael                                    | G-Dragon | 3:31 |
| 11. | „Us-eobonda (Laugh It Off)” (kor. 웃어본다(Laugh It Off)) – DAESUNG solo     | An Young-min           | Lee Ryu-won | Lee Ryu-won | 4:12 |

## Notowania
| Lista                                   | Najwyższa pozycja |
| --------------------------------------- | ----------------- |
| Recording Industry Association of Korea |                   |
| 10 (Monthly Chart)                      |                   |
| 39 (Yearly Chart)                       |                   |